# مارتو
مارتو (زبان اکدی:𒈥𒌅) و اموررو (زبان اکدی:𒀀𒈬𒌨𒊏) نام‌هایی هستند که در متون اکدی و سومری برای اشاره به خدای قوم آموریان به کار رفته‌اند. این خدا گاهی با نام ایلو اموررو  نیز شناخته می‌شده است.

## خاستگاه
آموررو تجسمی الهی از آموریان بود، گروهی که در مناطق غرب بین‌النهرین زندگی می‌کردند. نام‌های آموررو (در زبان اکدی) یا مارتو (در زبان سومری) می‌توانست هم به خدا و هم به مردم اشاره داشته باشد. خاستگاه هر دو این واژه‌ها ناشناخته است و به گفته پل-آلن بولیو، هیچ‌کدام ریشه‌شناسی قابل قبولی در زبان‌های سومری، اکدی یا زبان‌های سامی غربی ندارند. همچنین هیچ نشانه‌ای وجود ندارد که هیچ‌کدام از آنها به عنوان نام خودخوانده (اتونیم) برای گروه‌هایی که توصیف می‌کردند استفاده شده باشد.
در ادبیات قدیمی، تا دهه 1980، معمولاً فرض می‌شد که آموررو در اصل یک خدای اپونیم برای خود آموریان بوده است. با این حال، امروزه اجماع عمومی بر این است که او در واقع خدایی بین‌النهرینی بوده که نماینده غربی‌ها بوده است.
آموررو در نام‌های آموری از دوره اور سوم غایب است. شواهد از دوره بابل قدیم نیز به همین ترتیب است: در حالی که حدود هفت هزار نام با ریشه آموری شناخته شده‌است، هیچ‌کدام از آنها نام‌های تئوفوریک (حاوی نام خدا) که به آموررو اشاره داشته باشند نیستند. با این حال، او در بسیاری از متون تئوفوریک سومری به عنوان مارتو ظاهر می‌شود، به ویژه در متون لاگاش. همچنین در نام‌های اکدی نیز حضور دارد، اگرچه در این مورد نیز محبوبیت او در مناطقی که درصد بیشتری از جمعیت آموری بودند (مانند پادشاهی ماری) کمتر به نظر می‌رسد، در حالی که در نیپور که تعداد آموری‌ها بسیار کم یا صفر بود، این نام‌ها رایج بودند.
تونیا شارلاخ خاطرنشان می‌کند که درک آموریان در بین‌النهرین مسئله‌ای پیچیده است. در حالی که متون ادبی آنها را به عنوان بربرها نمونه‌وار توصیف می‌کنند و دیوارهایی در مرزها برای جلوگیری از ورود آنها ساخته شده بود، پادشاه شولگی ظاهراً به زبان آموری مسلط بود و افراد با تبار آموری می‌توانستند در اداره سلطنتی مناصب مختلفی داشته باشند و حتی به عنوان کاهن خدمت کنند. به احتمال زیاد، ایجاد خدایی که نماینده آنها بود، به منظور فراهم کردن جایگاهی نمادین برای آنها در دین بین‌النهرینی به دلیل اهمیت سیاسی فزاینده‌شان بوده است.
خدایان مشابه دیگری نیز تأیید شده‌اند: کاشّو و کاشّیتو، یک جفت خدا، به ترتیب مرد و زن، نماینده کاسیان بودند، اَخلاماییتو "الهه آرامیان" بود، در حالی که سوتیتو - "الهه سوتئان‌ها" بود. با این حال، این خدایان تنها در هزاره اول پیش از میلاد ظاهر شدند و پیش از آن تأیید نشده‌اند.

## شخصیت و ویژگی‌ها
در متون مربوط به دوره‌های اور سوم و بابل قدیم، آموررو عمدتاً به عنوان یک کلیشه مقدس از آموریان عمل می‌کرد. با این حال، او به تدریج کارکردهای دیگری نیز کسب کرد، احتمالاً به دلیل افزایش قدرت سلسله‌های آموری در اوایل هزاره دوم پیش از میلاد و ادغام گروه‌های آموری در جامعه بین‌النهرینی. در دوره کاسی‌ها، زمانی که آموریان به عنوان یک گروه متمایز در بین‌النهرین فعالیت نمی‌کردند، آموررو عملکرد اولیه خود را به عنوان نماینده آن‌ها از دست داد. از همان دوره بابل قدیم، او به عنوان یک روح‌نگهدار الهی در نظر گرفته می‌شد. این نقش تا حداقل دوران حکومت سناخریب نقش اصلی او باقی ماند.
ارتباط بین آموررو و استپ‌ها به خوبی ثبت شده است. او را «ارباب استپ» (bel seri) می‌نامیدند. همسرش، آشراتوم، با معادل مؤنث همین عنوان، «بانوی استپ» (belet seri) خوانده می‌شد. از آنجا که لوگوگرام KUR می‌توانست به هر دو معنای استپ و کوه اشاره کند، آموررو با محیط کوهستانی نیز مرتبط شد. اگرچه عبارت مرتبط dKUR.GAL (گاهی به صورت dKUR یا فقط KUR کوتاه می‌شد) معمولاً به انلیل اشاره داشت، شواهدی وجود دارد که از دوره کاسی‌ها به بعد می‌توانست برای نشان دادن آموررو به کار رود. نمونه‌هایی از این مورد شامل نام‌های تئوفوریک از نیپور در دوره کاسی‌ها و متون از بایگانی معبد ائانا در اوروک در دوره بابل نو است. نقش آموررو به عنوان خدای کوهستان به ویژه در سرودها مورد اشاره قرار گرفته است، جایی که متداول‌ترین لقب او «مرد کوهستان‌ها» (lu hursagga) است. رشته‌کوهی که به ویژه هم با این خدا و هم با آموریان تاریخی در متون بین‌النهرینی مرتبط بود، کوه بشار بود که امروزه به نام جبل البیشری شناخته می‌شود.
شخصیت آموررو گاهی با خدایان توفان مقایسه شده است و در سرودها می‌توانست به عنوان خدایی جنگجو مسلح به صاعقه توصیف شود. با این حال، او از ایشکور/ادد متمایز در نظر گرفته می‌شد و سایر کارکردهای او با خدایان توفان همپوشانی نداشت.

### نمادنگاری
نماد اصلی آموررو gamlu بود، نوعی عصای چوپانی خمیده. وجود این نماد برای شناسایی تصاویر این خدا روی مهرهای استوانه‌ای استفاده شده است. پیشنهاد شده است که gamlu در اصل نوعی عصای معمولی مورد استفاده چوپانان بوده است، شاید همان چیزی باشد که در متنی از دوره ایسین-لارسا به عنوان «عصای خمیده بزرگ آموری» (gišgamlum gula Martu) ذکر شده است. واژه gamlu و معادل اوگاریتی آن gml در گذشته به عنوان نوعی شمشیر یا داس تفسیر شده‌اند، اما به گفته عایشه رحمونی این ترجمه نادرست است.
در هنر، آموررو می‌توانست با یک حیوان شاخ‌دار که به عنوان بز یا غزال تفسیر می‌شد همراه باشد. در برخی موارد، خود حیوان می‌توانست به عنوان نمایشی نمادین از خدا استفاده شود. همچنین شواهد متنی برای ارتباط بین او و موش‌ها وجود دارد. ممکن است این ارتباط در ابتدا تحقیرآمیز بوده و به این معنی بوده باشد که آموریان جوندگان را با خود می‌آورند.
آموررو گاهی به صورت شمشیر داس‌شکل (gišzubi/gamlum) توصیف و تصویر شده است.

## پرستش
قدیمی‌ترین شواهد قطعی از پرستش آموررو به دوره اور سوم بازمی‌گردد. تنها مورد احتمالی قدیمی‌تر، نامی است که در سندی از دوران حکومت شار-کالی-شارری ذکر شده و امروزه مورد تردید است. شواهد پرستش دولتی آموررو در دوره اور سوم محدود است و تنها پنج سند به پیشکش‌های به او اشاره دارند. تونیا شارلاخ فرض می‌کند که او در ابتدا با اریدو و کوارا مرتبط بوده است، زیرا بر اساس یکی از اسناد شناخته شده، او در معبد دامکینا در یکی از این دو شهر پیشکش دریافت می‌کرده است.
پرستش آموررو در دوران حکومت سلسله اول بابل رایج‌تر شد. متون بعدی تأیید می‌کنند که دو معبد برای آموررو در این شهر وجود داشت: انامتاگادوها (سومری: "خانه‌ای که گناه را می‌زداید") در بخش شرقی شهر و امسیکیل ("خانهٔ مه‌های ناب") در طرف مقابل. تندیسی از این خدا در معبد اول توسط اسرحدون بازسازی شد. معبدی به نام امسیکیل نیز توسط دامیق-ایلیشو بازسازی شد، اما به گفته اندرو آر. جورج مشخص نیست که آیا این همان معبد شناخته‌شده در متون مربوط به بابل بوده یا آموررو معبد جداگانه‌ای در ایسین داشته است. پل-آلن بولیو در یک اثر جدیدتر احتمال اول را ترجیح می‌دهد.
از همان دوره آشور قدیم، آموررو در آشور نیز پرستش می‌شد، همانطور که در فرمول‌های سوگند به آن اشاره شده است. در آشور او در انین‌بَادُوا ("خانه‌ای که نان‌ها در آن پخته می‌شود") پرستش می‌شد که احتمالاً بخشی از مجتمع معبد گولا بوده است. این معبد توسط تیگلت-پیلسر یکم بازسازی شد. علاوه بر این، سناخریب درهای جدیدی با تصاویر آشور در کنار آموررو در معبد آکیتو نصب کرد. پل-آلن بولیو پیشنهاد می‌کند که در این مورد آموررو به عنوان تجسم الهی آرامیان بازتفسیر شده است که در هزاره اول پیش از میلاد در جامعه آشوری برجسته شده بودند. او خاطرنشان می‌کند که در همین دوره، این خدا برای اولین بار در تاریخ در نام‌های تئوفوریک سامی غربی (به جای اکدی) ظاهر شد که ممکن است نشان دهد آرامیان ساکن آشور او را به عنوان خدای حامی خود انتخاب کرده‌اند.
محبوبیت جدید آموررو در میان گویشوران زبان‌های سامی غربی در منابع متأخر از بابل نیز تأیید شده است، جایی که او پس از بل (مردوک)، نابو و نانایا چهارمین خدای رایج در نام‌های تئوفوریک است. بخش زیادی از شواهد این پدیده از سیلند به دست آمده است، جایی که احتمالاً مرکز پرستش خاص خود را داشته است. اشاره‌هایی به آن در بایگانی ائانا از اوروک وجود دارد. برای مثال، یک متن به دعوای حقوقی بین دو شهروند استان سیلند اشاره می‌کند که در آن یک کاهن و یک کاتب از معبد آموررو به عنوان شاهد عمل کرده‌اند.

## ارتباط با ایل
نام «ایلو اموررو» نشان‌دهنده ارتباط این خدا با:
- ایل، خدای بزرگ پانتئون کنعانی
- خدایان سامی غربی دیگر است[۳۷]

## در متون تاریخی
- در نامه‌های آمارنا از این خدا به عنوان حامی قوم آمورو یاد شده است
- در حماسه گیلگمش به صورت ضمنی به او اشاره شده است
- متون اوگاریت او را در زمره خدایان شمال سوریه ذکر کرده‌اند[۳۸]